# 易卜拉希马·法尔·法耶
易卜拉希马·法尔·法耶（法語：Ibrahima Fall Faye，1997年1月10日—）為塞内加尔男子籃球運動員，場上位置為中鋒，塞内加尔國家隊成員。
2024年9月16日，中国男子篮球职业联赛山西汾酒與法耶簽約。10月27日，法耶左腳受傷。10月29日，法耶被阿歷克謝·舍維德頂替。12月7日，山西汾酒完成註冊法耶。2025年3月15日，山西汾酒取消註冊法耶，註冊基努·平德尔。3月17日，山西汾酒註冊法耶，取消註冊哈米杜·迪亞洛。

## 外部連結
- 易卜拉希马·法尔·法耶在fiba.basketball（英语）
- 易卜拉希马·法尔·法耶在歐洲籃球聯賽官網（英语）
- 易卜拉希马·法尔·法耶在法國籃球甲級聯賽官網（法语）
- 易卜拉希马·法尔·法耶在中国男子篮球职业联赛官網
- 易卜拉希马·法尔·法耶在Basketball-Reference.com（國際）（英语）
- 易卜拉希马·法尔·法耶在Eurobasket.com（球員）（英语）
- 易卜拉希马·法尔·法耶在Proballers（英语）
- 易卜拉希马·法尔·法耶在RealGM（英语）
- 易卜拉希马·法尔·法耶在中国篮球数据库
- 易卜拉希马·法尔·法耶在Flashscore（英语）